# Tachie River
Tachie River är ett vattendrag i Kanada.   Det ligger i provinsen British Columbia, i den centrala delen av landet, 3 600 km väster om huvudstaden Ottawa. Tachie River ligger vid sjön Trembleur Lake.
I omgivningarna runt Tachie River växer i huvudsak blandskog. Trakten runt Tachie River är nära nog obefolkad, med mindre än två invånare per kvadratkilometer.